# Igiugig (Alasca)
Igiugig é uma Região censo-designada localizada no estado americano de Alasca, no Distrito de Lake and Peninsula.

## Demografia
Segundo o censo americano de 2000, a sua população era de 53 habitantes.

## Geografia
De acordo com o United States Census Bureau, a localidade tem uma área de 54,7 km², dos quais 51,4 km² cobertos por terra e 3,3 km² cobertos por água.

## Localidades na vizinhança
O diagrama seguinte representa as localidades num raio de 80 km ao redor de Igiugig.